# Новобураський район
Новобураський район (рос. Новобурасский район) — муніципальне утворення в Саратовській області. Адміністративний центр району — смт Нові Бураси. Населення району — 16 078 осіб.

## Географія
Розташований на півночі області, в північній частині Правобережжя, на Приволзькій височині. Клімат району континентальний, характеризується спекотним літом і холодною зимою. Холодний період — листопад-березень, число днів зі сніговим покривом — 134. Потужність снігового покриву коливається від 28—35 см.
Район розташований на межі лісостепової та степової зон. Пересічений рельєф місцевості, вкриті лісами схили височин разом з численними ставками створюють специфічний пейзаж району.
Через район проходить залізнична лінія Приволзької залізниці Аткарськ — Сінна — Вольськ (на території району станції Підсніжна, Бураси).

## Історія
Район утворений 23 липня 1928 року в складі Вольського округу Нижньо-Волзького краю.
З 1934 року район у складі Саратовського краю, з 1936 року — у складі Саратовської області.

## Пам'ятки
Між Новими Бурасом і селом Лох знаходиться лісове урочище «Лоховські ями», де водяться олені, лосі, кабани, білки, зайці.
Між станцією Бураси і селом Іванівка, де знаходиться ботанічний заказник «Мохове болото», багато північних видів трав, яких немає в інших районах області. Це єдине справжнє болото в південно-східній частині посушливого лісостепу.
У центральній частині Новобураського району в екологічно чистому регіоні (с. Теплівка) планується побудувати гірськолижний комплекс. 90% території даної дільниці зайнято лісами 1-ї групи, тут переважають дуб, клен, липа, береза. Тривалості зимового періоду, потужність снігового покриву, перепад висот дозволяють в даному регіоні створити гірськолижний комплекс, при розробці якого враховувалася можливість проведення на території змагань по деяких видах гірськолижного спорту — спеціальному слалому та сноуборду.